# Billy Sharp
Pour les articles homonymes, voir Sharp.
Billy Sharp, né le 5 février 1986 à Sheffield, est un footballeur anglais jouant au poste d'attaquant aux Doncaster Rovers.

## Biographie
Le 7 juillet, après avoir refusé une proposition du club de Burnley, il signe pour environ 1,15 M£ au club des Doncaster Rovers pour une durée de trois saisons, ce qui constitue une somme record pour le club. Il inscrit le centième de sa carrière le 11 décembre 2010, à l'occasion de la rencontre Leicester City-Doncaster.
Un an plus tard, le 30 janvier 2012, quelques heures avant la fin du marché des transferts, il s'engage avec Southampton pour une durée de trois ans et demi.
Le 31 août 2012, il est prêté pour une saison avec option d'achat à Nottingham Forest.
Le 26 septembre 2013, il est prêté à Reading.
Le 22 janvier 2014, il est prêté aux Doncaster Rovers.
Le 12 août 2014, il signe à Leeds United.
Le 25 juillet 2015, il rejoint Sheffield United. À l'issue de la saison 2022-2023, il quitte le club.
Après avoir passé toute sa carrière en Angleterre, Billy Sharp décide de s'engager en faveur du Galaxy de Los Angeles, franchise de Major League Soccer, le 15 août 2023, club avec lequel il signe un contrat jusqu'au terme de la saison 2023,. Il dispute sa première rencontre avec le Galaxy le 26 août suivant, au cours de laquelle il entre en jeu à la 69e minute et inscrit le dernier but d'une victoire 3-0 face au Fire de Chicago,.
Le 25 juin 2024, il rejoint Doncaster Rovers.

## Palmarès

### En club
Southampton FC
- Vice-champion d'Angleterre de deuxième division en 2012.

 Sheffield United
- Champion d'Angleterre de troisième division en 2017.
- Vice-champion d'Angleterre de deuxième division en 2019 et 2023.

### Distinctions personnelles
- Membre de l'équipe-type de troisième division anglaise en 2006, 2007 et 2017.
- Membre de l'équipe-type de deuxième division anglaise en 2019[10].
- Meilleur joueur du mois de deuxième division anglaise en novembre 2011[11].
- Meilleur joueur de la saison de troisième division anglaise en 2017[12].
- Meilleur buteur de League One en 2006, 2007 et 2017.